# Szárszói találkozó (1993–)

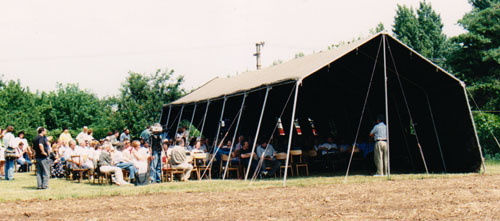
A Szárszói Találkozó sátra Farkasházy Tivadar nyaralójának kertjében

A Szárszói találkozó egy évente megrendezésre kerülő értelmiségi találkozó Balatonszárszón. 1993-ban került rá először sor, s 2003-ig minden év júniusának közepén megszervezésre került, majd kilencéves szünet után 2013-ban tartották meg ismét. Célja, hogy a közélet legkülönbözőbb területeit, azaz a politika, a gazdaság, a társadalomtudományok és a művészi élet meghatározó szereplőit egy fedél alá hozza, és közöttük párbeszédet serkentsen a hazai politikai és társadalmi problémák legfontosabb kérdéseiről. A találkozót Farkasházy Tivadar és családja szervezi a balatonszárszói nyaralójuk kertjében felállított sátorban.

## Története
A Szárszói Találkozót Farkasházy Tivadar humorista, lapszerkesztő hívta életre 1993-ban. Elsődleges célja az volt, hogy fórumot teremtsen a hazai közélet különböző területének képviselői közötti párbeszédre, az országot érintő fontos politikai és társadalmi kérdésekről a résztvevők megismerhessék egymás nézeteit, kötött formában, szervezett vita során, de akár kötetlenül is a kertben szűk körben beszélgetve. Az első találkozó egy három napos konferencia-sorozat volt, melyet esténként a részt vevő művészek (zenészek, színészek, humoristák) előadásai színesítettek, hogy ez által is oldottabb legyen a hangulat és a megjelentek esetleges alapvető nézeteltérései ellenére is szóba elegyedjenek egymással. A meghívotti kör a közélet olyan szereplőiből állt, akik döntéshozók vagy véleményformálók voltak, ugyanakkor jóval szélesebb körből kerültek ki, mint egy-egy szakmai vagy értelmiségi konferencia résztvevői, így egyszerre ilyen sok terület meghatározó tagjai más alkalommal nem is találkozhattak egymással. A találkozóra egyaránt meghívottak voltak hazai politikusok, közgazdászok, társadalomtudósok, történészek, üzleti vezetők, újságírók, írók, költők, filmrendezők, zenészek, színészek, humoristák. A rendezvény helyszíne a szervező balatonszárszói nyaralójának kertje, és az abban felállított sátor volt (a gazdasági vitát a faluházban tartották), s részt vett rajta az elkövetkezendő 10 év három miniszterelnöke, Horn Gyula, Orbán Viktor és Medgyessy Péter. Az első évben a tanácskozás végén Grendel Lajos felvidéki író, Dupka György kárpátaljai költő, Tamás Gáspár Miklós erdélyi filozófus és Ágoston András vajdasági politikus egy diófát is ültetett a kertben.
|  |  |
|  |  |
|  |  |

Az első találkozó sikere után a rendezvény – immáron egynapos konferenciává és azt körülvevő két művészi estté rövidülve – egészen 2003-ig minden évben megrendezésre került a nyár első heteiben, június közepén. A rendezvény célja a következő években is megegyezett az elsőével, s bár a házigazda megpróbálkozott azzal, hogy politikailag minél színesebb legyen, ez egyre kevésbé sikerült.
1994-ben éppen a parlamenti választások után, de még az új kormány eskütétele előtt került rá sor, alkalmat teremtett az MSZP és az SZDSZ vezetői közötti párbeszédre, részben a kert melletti kukoricásban, ahol egyes pletykák szerint Szekeres Imre és Magyar Bálint között a koalíciós megállapodás részletei kerültek szóba. Mellettük több fideszes, kisgazda politikus és Horváth Balázs személyében MDF-es miniszter is ott volt a vendégek között.
1998-tól az akkor hatalomra kerülők sok olyan képviselője, aki korábban akár rendszeres látogatója volt a rendezvénynek mondta vissza részvételét, emiatt a résztvevők politikai egyensúlya akaratlanul is még jobban eltolódott. Emiatt 2000-ben a házigazda Farkasházy már úgy volt kénytelen felkonferálni saját hozzászólását, hogy: „Én is írtam, valakihez aki nincs itt, és akit nem is hívtam”. A találkozó szervezője mindemellett ekkor és a későbbiekben is tovább próbálkozott, hogy a demokráciát tisztelő, párbeszédre nyitott és egymás nézeteit tisztelni tudó szereplőket lehetőleg egy fedél alá hozza, bármilyen nézetet vagy politikai oldalt is képviseljenek. S ha netán a távollevőkről esett szó, azt is kulturált, szellemes formában tegyék.
A 2003-as rendezvény legnagyobb eseménye az a beszélgetés volt, melyben hazánk „ifjai”, Faludy György költő, Fejtő Ferenc író, Göncz Árpád író és volt köztársasági elnök, Jancsó Miklós filmrendező, Kosáry Domokos történész, Méray Tibor író és a részvételt külföldi útja miatt időközben lemondani kénytelen, de telefonon csatlakozó Habsburg Ottó politikus és egykori magyar trónörökös – hárman közülük nyolcvanas, négyen kilencvenes éveiket taposták akkor – társalogtak a legaktuálisabb problémákról és fogalmazták meg vágyaikat az elkövetkező évekre nézve.
A találkozók után a résztvevők egyetlen alkalommal sem fogadtak el kiáltványt vagy bármilyen közös nyilatkozatot, nem alakult belőlük mozgalom illetve más egyéb szervezet, hiszen fő célja éppen a különböző nézetek ütköztetése, nem pedig az egyformán gondolkodók táborának egy-egy újabb rendezvénye. Ez alól egyetlen kivétel, hogy a vendégek minden alkalommal egy-egy jelvényt kapnak a találkozó az évi logójával, melynek ottani viselésével azonban csakis azt fejezik ki, hogy a rendezvény legfőbb céljával – a párbeszéddel – egyetértenek. A jelvényeket számos esetben kiváló karikaturisták (Lehoczki Károly (Czki), Marabu és mások) készítették.
A rendezvény a szervezés nehézségei miatt 2004-től 2012-ig nem került megtartásra, noha a résztvevők többsége hiányolta. A szervező Farkasházy azonban úgy döntött, hogy a mind mélyebb közéleti válság olyannyira szükségessé teszi a rendezvény felélesztését, hogy megtartásának nehézségei másodlagossá válnak, így az eddigi utolsó találkozó után tíz évvel ismét megtartásra kerül 2013 júniusában, ha az ország egyre erősebb politikai megosztottsága miatt a résztvevők köre kevésbé is lesz színes, mint az eddigieké volt.
2014-ben első ízben a Találkozó szervezői már néhány nappal az eseményt követően nyilvánosan hozzáférhetővé tették a délelőtti hozzászólások összesen három és fél órányi videófelvételét a YouTube-on: A Szárszói Találkozók hivatalos YouTube csatornája

## Kulturális program
A találkozó szakmai programja mellett a meghívott művészek minden este egy félig-meddig rögtönzött műsort rendeznek a vendégek és maguk szórakoztatására, ugyanakkor azzal a nem titkolt vággyal, hogy a párbeszédet egy ilyen oldottabb hangulat sokkal könnyebb előmozdítja. Ezeken az estéken – Balatonszárszóról lévén szó – minden évben előkerülnek József Attila költeményei, Márta István, Jordán Tamás, Galkó Balázs, Hobo, Sebő Ferenc, a Kaláka együttes előadásában. S haláláig Faludy György mesélte évente történeteit nagy kortársáról. Gerendás Péter, Bródy János, Zorán, Dés László is többször elkapta hangszerét, gyakran énekelt Koncz Zsuzsa, s lépett fel az Ando Drom együttes. A műsorokat olykor a Rádiókabaré ismert humoristái (Fábry Sándor, Nagy Bandó András, Nádas György, Markos György, Boncz Géza, Bajor Imre, Koltai Róbert, Selmeczi Tibor, Bagi Iván) színesítették a házigazdával együtt. Fábry Sándor 2001-ig minden évben játékos árverést is tartott a rendezők javára a vendégek által hozott különleges tárgyakból.
A találkozónak kezdettől fogva állandó krónikása az Elbert Márta filmrendező vezette Fekete Doboz.

## Vendégek
A találkozó folyamatosan törekszik arra, hogy vendégei a hazai értelmiség széles táborát képviseljék, és szakmájukat, foglalkozásukat tekintve minél több terület megjelenjen a rendezvényen. Kifejezetten kerüli azonban az úgynevezett celebek felvonultatását, így a meghívottak a vezető döntéshozók mellett elismert gazdasági-társadalomtudományi szakemberek, üzletemberek, újságírók, művészek, olykor világszínvonalú teljesítményt elérő sportolók.
Az eddigi résztvevők közül később öten is elfoglalták hazánk miniszterelnöki székét (Horn Gyula, Orbán Viktor, Medgyessy Péter, Gyurcsány Ferenc, Bajnai Gordon), Göncz Árpád pedig köztársasági elnöksége után látogatott el Szárszóra. Hivatala betöltése idején egyedül Medgyessy Péter volt jelen.
A kertben sok más neves vendég mellett az alábbiak is tiszteletüket tették az elmúlt években:
| Politikusok - Ágoston András vajdasági politikus - Baja Ferenc politikus - Bajnai Gordon politikus - gróf Bethlen István politikus - Botka László politikus - Csapody Miklós politikus - Csehák Judit egészségpolitikus - Demszky Gábor politikus - Deutsch Tamás politikus - Fodor Gábor politikus - Forgács Pál szakszervezeti vezető - Furmann Imre politikus - Göncz Árpád író, műfordító, köztársasági elnök - Győriványi Sándor politikus - Gyurcsány Ferenc politikus - Herényi Károly politikus - Hiller István politikus - Horn Gyula politikus - Horváth Aladár politikus - Horváth Balázs politikus - Juhász Péter politikus, mozgalmár - Katona Tamás történész, politikus - Kónya Péter politikus, szakszervezeti vezető - Kovács László politikus - Kuncze Gábor politikus - Kupa Mihály közgazdász, politikus - Lányi Zsolt politikus - Lendvai Ildikó politikus - Magyar Bálint politikus - Mécs Imre politikus - Medgyessy Péter közgazdász, politikus, miniszterelnök - Mesterházy Attila politikus - Oláh Sándor politikus - Orbán Viktor politikus - Pető Iván történész, politikus - Pusztai Erzsébet politikus - Rajk László építész, politikus - Rockenbauer Zoltán művészettörténész, politikus - Selmeczi Gabriella politikus - Suchman Tamás politikus - Szabó Iván politikus - Szájer József politikus - Szekeres Imre politikus - Tarlós István politikus - Vásárhelyi Miklós újságíró, politikus - Zsíros Géza politikus | Társadalomtudósok - Bauer Tamás közgazdász, politikus - Békesi László közgazdász - Bihari Mihály alkotmányjogász, politológus - Chikán Attila közgazdász - Csillag István közgazdász - Dávid Ferenc közgazdász, a VOSZ főtitkára - Ferge Zsuzsa szociológus - Gerő András történész - Gombár Csaba politológus - Hagelmayer István közgazdász - Hankiss Elemér filozófus - Heller Ágnes filozófus - Iványi Gábor lelkész - id. Kende Péter író, szociológus - Kéri László politológus - Kosáry Domokos történész - Lengyel László közgazdász, politológus - Litván György történész - Mellár Tamás közgazdász - Ormos Mária történész - Petschnig Mária Zita közgazdász - Pomogáts Béla irodalomtörténész - Solt Ottilia szociológus - Surányi György közgazdász - Tamás Gáspár Miklós filozófus - Veér András pszichiáter - Vitányi Iván szociológus, író, politikus Gazdasági vezetők, üzletemberek - Bodnár János könyvkiadó - Csányi Sándor üzletember - Demján Sándor üzletember - Fenyő János üzletember - Gerendai Károly a Sziget fesztiválok rendezője - Princz Gábor bankvezető - Somody Imre üzletember - Széles Gábor üzletember - Szigeti László könyvkiadó - Várszegi Gábor üzletember - Zdeborsky György bankvezető Tudósok - Obádovics J. Gyula matematikus - Solymosi Frigyes kémikus, fiziko-kémikus Sportemberek - Erőss Zsolt hegymászó - Fa Nándor vitorlázó - Lékó Péter sakkozó - Polgár Judit sakkozó | Írók, költők - Beke Kata író, politikus - Bodor Pál (Diurnus) író, újságíró - Csukás István író, költő - Dupka György kárpátaljai költő - Eörsi István író - Faludy György költő - Fejtő Ferenc író - Görgey Gábor író, politikus - Grendel Lajos író - György Péter esztéta - Halda Alíz író, politikus - Konrád György író - Kukorelly Endre író - Méray Tibor író - Mészöly Miklós író - Moldova György író - Petri György költő - Szőcs Géza költő, politikus - Ungvári Tamás író - Vámos Miklós író Újságírók - Ara-Kovács Attila újságíró, politikus - Arató András a Klubrádió vezetője - Bánó András újságíró - Betlen János újságíró - Bolgár György újságíró - Bossányi Katalin újságíró - Friderikusz Sándor showman, újságíró - Gádor Iván újságíró - Gömöri Endre újságíró - Gyárfás Tamás újságíró - Győrffy Miklós újságíró - Havas Henrik polihisztor - Horvát János riporter - Horváth Zoltán újságíró - Juszt László újságíró - Lendvai Pál (Paul Lendvai) újságíró - Mester Ákos újságíró - Nagy Navarro Balázs újságíró - Németh Péter újságíró - Ráday Mihály televíziós rendező, szerkesztő - Szegvári Katalin újságíró - Tóta W. Árpád blogger - Uj Péter újságíró, szerkesztő - Vicsek Ferenc riporter - Vince Mátyás újságíró - Vitray Tamás riporter | Művészek - Almási Tamás filmrendező - Ascher Tamás színházi rendező - Bacsó Péter filmrendező - Bajor Imre színész - Boncz Géza humorista - Böjte József filmrendező - Bródy János zenész, dalszövegíró - Bujtor István színművész - Darvas Iván színész - Elbert Márta filmrendező - Fábry Sándor humorista - Fehér György filmrendező - Földes László (Hobo) zenész, dalszövegíró - Galkó Balázs színész - Gálvölgyi János színész - Garas Dezső színész - Gerendás Péter zenész, dalszövegíró - Gothár Péter filmrendező - Gryllus Dániel zenész - Haumann Péter színész - Hofi Géza humorista - Jancsó Miklós filmrendező - Jeles András filmrendező - Jordán Tamás színész, színházi rendező - Jovánovics György szobrász - Kállai Ferenc színész - Kerényi Imre színházi rendező - Koltai Róbert színész, filmrendező - Koncz Zsuzsa énekes - Makk Károly filmrendező - Márta István színházi rendező, zeneszerző - Melocco Miklós szobrász - Müller Péter Sziámi énekes, dalszövegíró - Nádas György humorista - Nagy Bandó András humorista - Péli Tamás festőművész - Ragályi Elemér filmrendező - Rubik Ernő feltaláló - Sebő Ferenc zenész, dalszövegíró - Selmeczi Tibor humorista - Sztevanovity Zorán zenész - Verebes István színházi és televíziós rendező - Zsigó Jenő zenész Akik "besorolhatatlanok" - Császy Zsolt az MNV volt igazgatója - Setét Jenő jogvédő, terepmunkás |

|  |  |  |

## József Attila-emlékmű

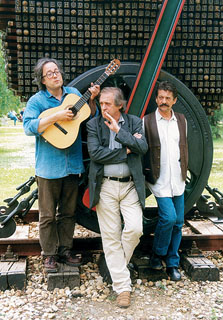
A József Attila-emlékműnél tartott megemlékezés 1999-ben – Sebő Ferenc, Jordán Tamás, Galkó Balázs

A szervezők és a résztvevők egy csoportjának kezdeményezésére és támogatásával került felállításra Balatonszárszón az Ortutay Tamás szobrászművész által készített József Attila-emlékmű, melynek alapkövét 1995-ben helyezték el a Balaton partján, a költő halálának helyétől alig száz méterre. Az emlékmű egy évvel később, 1996-ban került felavatásra, és egy vonatsínen nyugvó kereket, felette pedig József Attila versek egész sorát ábrázolja. Az avatóünnepségen részt vett a költő kortársa, Faludy György is, valamint a találkozó számos vendége. Az avatás utáni években a rendezvény állandó kísérő programjává vált az emlékmű melletti megemlékezés, József Attila verseivel és azok zenei feldolgozásaival, illetve Faludy visszaemlékezéseivel. 2003-ban József Attilának nemcsak kortársa, hanem munkatársa és több versének a kezdeményezője, Fejtő Ferenc is megjelent Párizsból, így két kilencven év feletti költő és író beszélgetett egykori barátjukról, utolsó heteiről, s a már említett művészek mellett Darvas Iván is elszavalt egy költeményt. Az emlékmű melletti műsor mindig nyilvános volt, a találkozó vendégei közé bárki szabadon elvegyülhetett, velük együtt emlékezve József Attilára.

## Kapcsolat a régi találkozóval

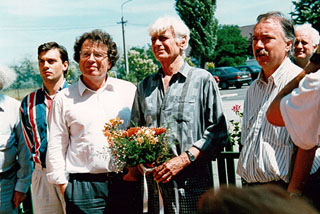
Az 1993-as Szárszói Találkozó vendégeinek megemlékezése és koszorúzása az 1943-as találkozó helyszínén – Faludy György (félig), Orbán Viktor, Konrád György, Mészöly Miklós, Farkasházy Tivadar, Dornbach Alajos

A megjelentek egy része évről évre tiszteletét teszi a rendezvény kertjének közvetlen szomszédságában található Soli Deo Gloria református telepen, mely otthont adott az első találkozó előtt pontosan 50 évvel korábban, 1943-ban megrendezett és akkor hasonló problémákat megvitató Magyar Élet Tábornak. A mai találkozó vendégeinek egy jelképes csoportja minden alkalommal rövid koszorúzást tart az egykori rendezvény emléke előtt tisztelegve. A házigazda már az első, 1993-as találkozó előtt tisztázta a református telep vezetőivel, s feljebbvalóikkal, hogy esze ágában sincs a 40-es évek több itteni híres tanácskozásának folytatójaként feltűnni, de ha már a sors úgy hozta, hogy Szárszó volt a helyszíne a népi írók összejöveteleinek, valamint József Attila utolsó nyarainak, napjainak, akkor talán mások is elgondolkodhatnak itt az ország helyzetéről, sorsáról, jövőjéről.